# Confédération générale du travail du Burkina
La Confédération générale du travail du Burkina (CGT-B) est une Confédération syndicale créée en 1988. Elle regroupe 12 syndicats nationaux et 70 syndicats d'entreprises.
La CGT-B se réclame du « courant syndicalisme révolutionnaire de lutte des classes » et se réfère à Marx et Engels.

## Unions affiliées
- Fédération Nationale des Boulangers et Pâtissiers du Burkina (FNBPB)
- Syndicat National des Travailleurs de la Santé Humaine et Animale (SYNTSHA)
- Syndicat National des Agents des Impôts et des Domaines (SNAID)
- Syndicat National des Travailleurs de l'Education et de la Recherche (SYNTER)
- Syndicat des Travailleurs de la Géologie, des Mines et Hydrocarbures (SYNTRAGMIH)
- Syndicat national des Travailleurs des Brasseries (SYNTB)
- Syndicat des Travailleurs des Travaux publics, du Bâtiment, de l'Hydraulique et Assimilés (SYTTBHA)
- Syndicat National des Travailleurs de l'Environnement,du Tourisme et de l'Hôtelerie (SYNTETH)
- Syndicat National des travailleurs du Textile (SYNTTEX)
- Syndicat National des Travailleurs de l'Agriculture (SYNATRAG)
- Syndicat National des Agents du Conseil Burkinabè des Chargeurs (SYNACOC)
- Syndicat National des Travailleurs de la Planification et de la Coopération (SYNTPC)